# Dr. Monroe
Dr. Monroe (Originaltitel: Monroe) ist eine britische Krankenhausserie des Senders ITV mit James Nesbitt in der Hauptrolle des namensgebenden Neurochirurgen Dr. Gabriel Monroe. Die Serie umfasst 2 Staffeln mit insgesamt 12 Episoden. Nach Ende der zweiten Staffel wurde die Serie aufgrund schwacher Einschaltquoten beendet.
Die deutsche Erstausstrahlung erfolgte ab 21. Februar 2013 beim deutsch-französischen Sender Arte.

## Besetzung und Synchronisation
Die deutsche Synchronisation wurde bei der FFS Film- & Fernseh-Synchron GmbH, München unter Dialogbuch und Dialogregie von Ursula von Langen erstellt.
| Schauspieler  | Charakter          | Synchronisation |
| ------------- | ------------------ | --------------- |
| James Nesbitt | Dr. Gabriel Monroe | Michael Lott    |
| Sarah Parish  | Jenny Bremner      | Claudia Lössl   |
| Tom Riley     | Lawrence Shepherd  | Stefan Günther  |

## Veröffentlichung auf DVD
Die erste Staffel der Serie erschien in Deutschland am 14. November 2014.

## Kritiken
Das Hamburger Abendblatt beschrieb Dr. Monroe als „Emergency Room trifft auf Dr. House“.